# Droga wojewódzka nr 751

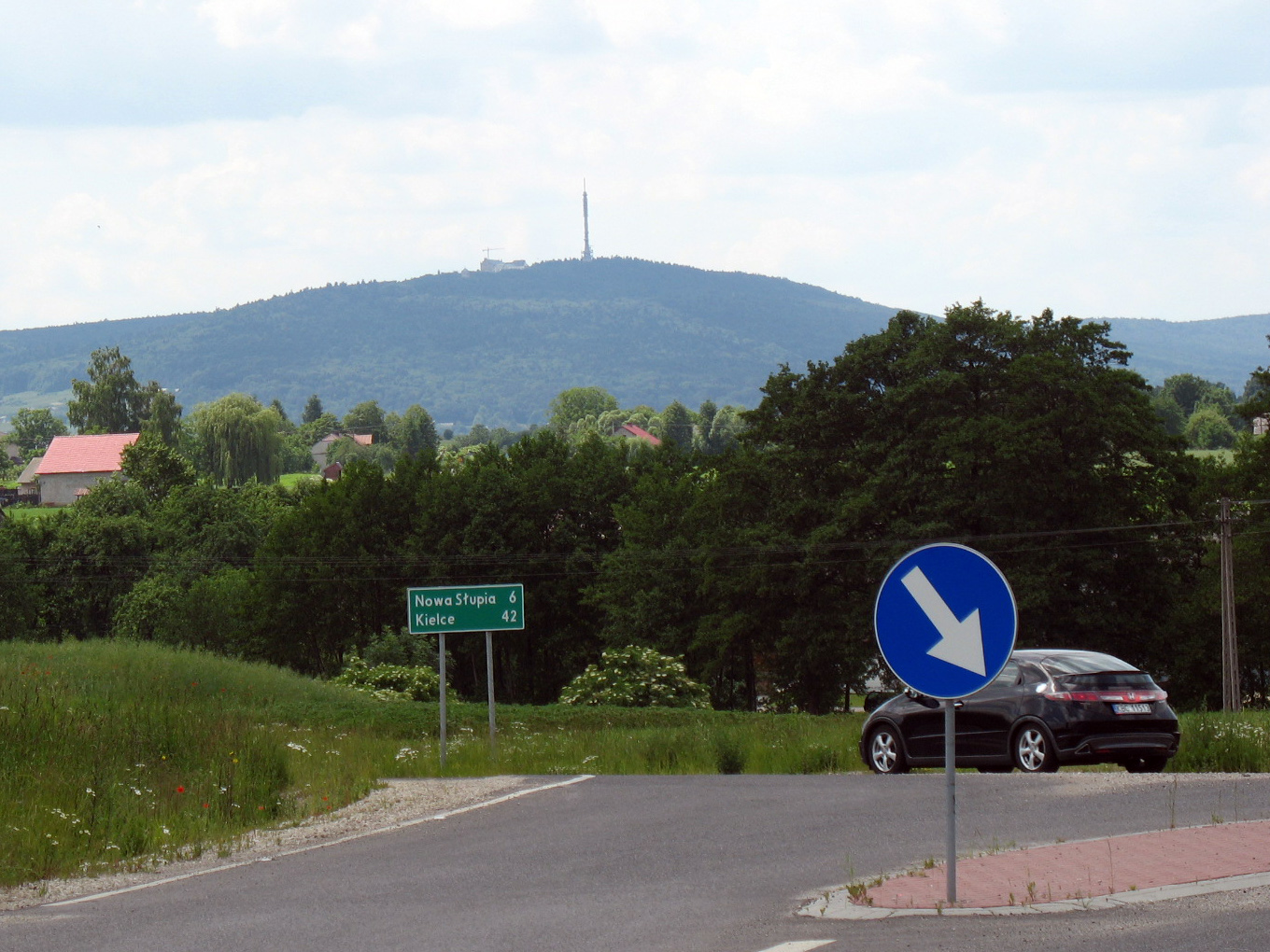
DW751, w tle widoczny Święty Krzyż

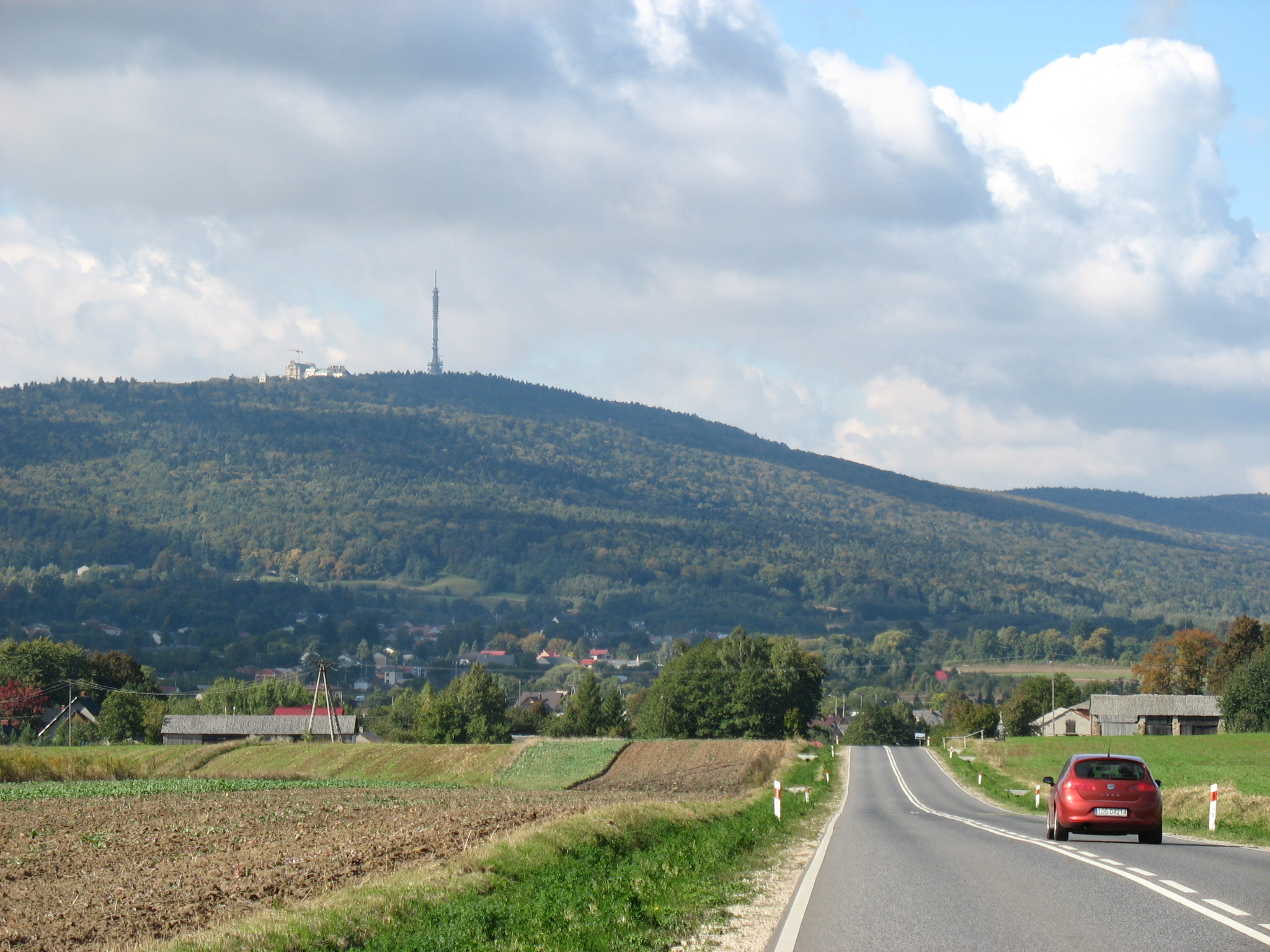
Święty Krzyż z DW 751 w Starej Słupi

Droga wojewódzka nr 751 (DW751) – droga wojewódzka z Suchedniowa do Ostrowca Świętokrzyskiego o długości 55 km. Droga w całości znajduje się na terenie województwa świętokrzyskiego i przechodzi przez powiaty: skarżyski, kielecki i ostrowiecki.

## Miejscowości leżące przy trasie DW751
- Suchedniów
- Michniów
- Wzdół Rządowy
- Wzdół-Kolonia
- Kamieniec
- Leśna
- Bodzentyn
- Dąbrowa Górna
- Dąbrowa Dolna
- Wojciechów
- Jeziorko
- Mirocice
- Baszowice
- Nowa Słupia
- Wałsnów
- Sarnia Zwola
- Dobruchna
- Czajęcice
- Waśniów
- Strupice
- Śnieżkowice
- Mychów-Kolonia
- Kosowice
- Szwarszowice
- Podszkodzie
- Szewna
- Ostrowiec Świętokrzyski